# موغنس ينسن (سياسي)
موغنس جنسن هو مستشار ونقابي وسياسي دنماركي، ولد في 31 أكتوبر 1963 في Nykøbing Mors ‏ في الدنمارك. نشط حزبياً في الحزب الاشتراكي الديمقراطي.

## مناصب
- انتخب ممثل الجمعية البرلمانية لمجلس أوروبا [الإنجليزية]‏ لترشحه ضمن قائمة الدنمارك، (28 سبتمبر 2015 – ).
- انتخب ممثل الجمعية البرلمانية لمجلس أوروبا [الإنجليزية]‏ لترشحه ضمن قائمة الدنمارك، (25 مايو 2012 – 6 أبريل 2014).
- انتخب ممثل الجمعية البرلمانية لمجلس أوروبا [الإنجليزية]‏ لترشحه ضمن قائمة الدنمارك، (21 يناير 2008 – 25 نوفمبر 2011).
- انتخب Minister for Commerce of Denmark  [لغات أخرى]‏ (3 فبراير 2014 – 28 يونيو 2015).
- انتخب وزير التعاون الشمالي [الإنجليزية]‏ (27 يونيو 2019 – ).
- انتخب Minister for Food, Agriculture and Fisheries (Denmark) [الإنجليزية]‏ (27 يونيو 2019 – 18 نوفمبر 2020).
- انتخب عضو فولكتنغ [الإنجليزية]‏ عن دائرة West Jutland (Folketing constituency) [الإنجليزية]‏ وقد انضم خلال فترته النيابية ‏ للكتلة البرلمانية الحزب الاشتراكي الديمقراطي.
- انتخب عضو فولكتنغ [الإنجليزية]‏ عن دائرة West Jutland (Folketing constituency) [الإنجليزية]‏ وقد انضم خلال فترته النيابية ‏ للكتلة البرلمانية الحزب الاشتراكي الديمقراطي.
- انتخب عضو فولكتنغ [الإنجليزية]‏ عن دائرة West Jutland (Folketing constituency) [الإنجليزية]‏ وقد انضم خلال فترته النيابية ‏ للكتلة البرلمانية الحزب الاشتراكي الديمقراطي.
- انتخب عضو فولكتنغ [الإنجليزية]‏ عن دائرة West Jutland (Folketing constituency) [الإنجليزية]‏ وقد انضم خلال فترته النيابية ‏ للكتلة البرلمانية الحزب الاشتراكي الديمقراطي.
- انتخب عضو فولكتنغ [الإنجليزية]‏ عن دائرة Ringkøbing County constituency  [لغات أخرى]‏ وقد انضم خلال فترته النيابية ‏ (8 فبراير 2005 – ) للكتلة البرلمانية الحزب الاشتراكي الديمقراطي.
- انتخب state auditor  [لغات أخرى]‏.

## وصلات خارجية
- موغنس جنسن على موقع ميوزك برينز (الإنجليزية)
- موغنس جنسن على موقع ديسكوغز (الإنجليزية)
- موغنس جنسن على موقع قاعدة بيانات الفيلم (الإنجليزية)